# Georg Fritzsch
Georg Fritzsch (* 1963 in Meißen) ist ein deutscher Musiker und Dirigent.

## Leben und Wirken
Georg Fritzsch ist der Sohn des Kantors und Organisten Eberhard Fritzsch. Er studierte Violoncello an der Hochschule für Musik Carl Maria von Weber Dresden und sammelte von 1984 bis 1988 Erfahrungen in der Orchesterarbeit bei der Sächsischen Staatskapelle Dresden und ab 1986 im Thüringer Salonquintett. Nach dem Studium war er als Solocellist beim Philharmonischen Orchester Altenburg-Gera engagiert und begann ein Dirigierstudium in Dresden und in Leipzig an der Hochschule für Musik und Theater Felix Mendelssohn Bartholdy bei Heinz Rögner. 1991 wurde er in Halle Preisträger des Dirigentenforums des Deutschen Musikrats. 1993 erhielt er ein Stipendium der Herbert-von-Karajan-Stiftung und schloss das Studium ab. 1998 erfolgte eine Berufung als Generalmusikdirektor der Philharmonie Südwestfalen und als Musikalischer Oberleiter des Theaters Hagen.
Von 2003 bis 2019 war er Generalmusikdirektor des Theaters Kiel. Daneben hatte er von 1999 bis 2003 eine Professur für Dirigieren an der Musikhochschule Tilburg (Niederlande), leitet seit 2003 Dirigierkurse des Dirigentenforums und war von 2009 bis 2011 Chefdirigent des Tiroler Symphonieorchesters Innsbruck. 2017 übernahm er eine Professur für Orchesterdirigieren an der Hochschule für Musik und Theater München. Seit der Saison 2020/2021 ist er Generalmusikdirektor der Badischen Staatskapelle Karlsruhe und des Badischen Staatstheaters Karlsruhe, wo er die Nachfolge von Justin Brown antrat. Sein zunächst bis 2024 befristeter Vertrag wurde bis 2027 verlängert.

## Gastdirigate und Repertoire
In Deutschland dirigierte er die Sächsische Staatskapelle Dresden, die Dresdner Philharmonie, das Deutsche Symphonie-Orchester Berlin, das Rundfunk-Sinfonieorchester Berlin, das Staatsorchester Stuttgart, das Gürzenich-Orchester Köln, die Düsseldorfer Symphoniker, die Staatskapelle Weimar, die Stuttgarter Philharmoniker, die Staatsphilharmonie Nürnberg, die Hamburger Symphoniker, die Münchner Symphoniker, die Philharmonia Hungarica, die Nordwestdeutsche Philharmonie und das Philharmonische Orchester Kiel. Er gastierte an der Staatsoper Hannover, an der Deutschen Oper am Rhein, an der Semperoper Dresden und an der Staatsoper Stuttgart.
Im Ausland hatte er Gastdirigate in China, Frankreich, Spanien, Polen, Großbritannien, in der Schweiz, in den Niederlanden, in Österreich, Tschechien, Belgien, Korea, Taiwan, Italien, Israel, in den Vereinigten Staaten, Südafrika, Estland und in der Türkei.
Zum Repertoire Georg Fritzsch gehören Konzert- und Opernwerke der klassischen und der zeitgenössischen Musik, außerdem ist er auch im Crossover-Bereich aktiv. In der Klassik dirigierte er Werke unter anderem von Wolfgang Amadeus Mozart, Ludwig van Beethoven, Franz Schubert Felix Mendelssohn Bartholdy, Anton Bruckner, Richard Wagner, Gustav Mahler und Richard Strauss, in der zeitgenössischen Musik von Siegfried Matthus, Bernd Franke, Volker David Kirchner, Rainer Kunad. Von Cristóbal Halffter brachte er die Opern Lázaro und Schachnovelle zur Uraufführung. Im Crossover-Bereich arbeitete er unter anderem mit Jon Lord, der NDR Bigband, den King’s Singers, den Swingle Singers und Klazz Brothers & Cuba Percussion sowie Rockmusikern wie Karat, den Prinzen und Suzi Quatro zusammen.
Sein Bruder Johannes Fritzsch (* 1960) ist ebenfalls Dirigent, sein Bruder Rainer Fritzsch (* 1974) ist Kantor in Radeberg.
2020 wurde er für die Gründung, Betreuung und Ausweitung der Jugendakademien am Kieler Opernhaus von der Stadt Kiel mit der Andreas-Gayk-Medaille ausgezeichnet.

## Schriften
- Führung im Orchester – gilt das auch in der Bildung? Vortrag auf der Jahrestagungen der Deutschen Gesellschaft für Bildungsverwaltung, 4. – 6. November 2010 in Erfurt. In: Sibylle Krüger (Red.): Jahrestagungen der Deutschen Gesellschaft für Bildungsverwaltung. Band 31. Berlin 2011, S. 97–102 (online, PDF; 5,4 MB).